# 黄山街道 (玉龙县)
黄山街道，是中华人民共和国云南省丽江市玉龙纳西族自治县下辖的一个街道办事处。
2021年12月24日，云南省人民政府批复同意黄山镇撤镇设街道，2022年6月16日正式成立。

## 行政区划
黄山街道下辖以下地区：
白马社区、白华社区、长水社区、五台社区、漾江社区、文华村和南溪村。

## 交通
丽江站：仁丽铁路和丽香铁路。丽江站是大丽铁路的终点站。

## 中国传统村落
2013年8月，文华村委会文华中村、白华村委会吉来村被评为第二批中国传统村落。